# Emilio Estefan
Emilio Estefan (Cuba, 4 maart 1953) is een Cubaans-Amerikaanse muzikant en producent. Estefan heeft 19 Grammy Awards op zijn naam en mede-oprichter van de band Miami Sound Machine.

## Biografie
Emilio Estefan Gómez werd geboren in Santiago de Cuba in 1953. In 1967 vluchtten Estefan en zijn vader vanuit Cuba naar Spanje om aan het Castro-regime te ontsnappen. Na een jaar verhuisde hij naar Miami, en in 1971 verhuisde ook zijn moeder vanuit Cuba naar Miami. 
In 1975 ontmoette Estefan Gloria Fajardo García tijdens een optreden tijdens een repetitie van een kerkensemble. Estefan, die eerder dat jaar de band The Miami Latin Boys had opgericht, was onder de indruk van Gloria's zangkwaliteiten en nodigde haar uit om bij de band te komen. De band veranderde haar naam in Miami Sound Machine. Zij kregen een jaar later ook een relatie.
Als muziekproducent heeft Estefan bijgedragen aan de carrières van veel Latijns-Amerikaanse sterren, vooral in de jaren '90 en '00. Zo heeft hij samengewerkt met Shakira, Ricky Martin,Jon Secada, Marc Anthony, Thalia en anderen.  Hij heeft ook verschillende evenementen zoals de Latin Grammy's en Hispanic Heritage Awards geproduceerd. Als producent was hij ook betrokken bij de Nederlandse versie van de musical On Your Feet!
Estefan heeft meerdere prijzen gewonnen voor zijn bijdragen aan de Latijns-Amerikaanse muziek, waaronder de Latin Grammy Award 2000 voor producent van het jaar. Daarnaast is hij in 2015 opgenomen in de Latin Songwriters Hall of Fame en ontving hij in hetzelfde jaar, samen met Gloria Estefan, de Presidential Medal of Freedom uit handen van Barack Obama.

## Persoonlijk
Estefan is sinds 1978 getrouwd met Gloria Estefan en heeft met haar een zoon en een dochter.  
- Gemeinsame Normdatei: 141742445
- International Standard Name Identifier: 0000 0003 7387 6815
- Library of Congress Control Number: n2004076944
- MusicBrainz: faae5fff-4702-4ddd-9fe3-8c153d6d0f10
- Nationale Bibliotheek van Tsjechië: xx0053340
- Nederlandse Thesaurus van Auteursnamen: 074393936
- Virtual International Authority File: 99149106271868492413